# والابی
والابی‌ (به انگلیسی: Wallaby) کانگوروهای کوچکی هستند از گونه درازپایان 
(Macropodidae) که در استرالیا، زلاند نو و گینه نو زندگی می‌کنند. آنها دارای انواع گوناگونی هستند اما بیشتر به اندازه خرگوش هستند. طول بدن آنها 700 میلیمتر است، هرچند انواع یک‌متری آنها نیز دیده شده‌اند. 
والابی‌ها بیشتر علفخوار بوده و خود نیز غذای سایر حیوانات گوشتخوار هستند. دشمنان طبیعی آنها عبارت‌اند از: عقاب و دینگو همچنین برخی از انسان‌ها آنها را به خاطر پوست زیبایشان شکار می‌کنند.

## گونه ها
سرده درازپاها
- والابی چابک, Macropus agilis
- والابی سیاه‌خط, Macropus dorsalis
- والابی گردن‌قرمز, Macropus rufogriseus
- والابی پارما, Macropus parma (rediscovered, thought extinct for 100 years)
- والابی تامار, Macropus eugenii
- والابی خاکستری, Macropus greyii  (انقراض)
- والابی قلمویی غربی, Macropus irma
- والابی دم‌شلاقی, Macropus parryi

سرده والابی صخره
- والابی صخره پالم آیلند, Petrogale assimilis
- والابی صخره پهلوسیاه, Petrogale lateralis
- والابی صخره دم‌قلمویی, Petrogale penicillata
- والابی صخره دماغه یورک, Petrogale coenensis
- والابی صخره گادمن, Petrogale godmani
- والابی صخره هربرت, Petrogale herberti
- والابی صخره ماریبا, Petrogale mareeba
- مونجون, Petrogale burbidgei
- والابی صخره مونت کلارو, Petrogale sharmani
- والابی صخره کوتوله, Petrogale concinna
- والابی صخره پراسپرین, Petrogale persephone
- والابی صخره گردن‌بنفش, Petrogale purpureicollis
- والابی صخره روتشیلد, Petrogale rothschildi
- والابی صخره کوتاه‌گوش, Petrogale brachyotis
- والابی صخره بی‌پیرایه, Petrogale inornata
- کانگوروی پازرد, Petrogale xanthopus

سرده والابی خرگوشی نواردار
- والابی خرگوشی نواردار, Lagostrophus fasciatus
- والابی خرگوشی شرقی, Lagorchestes leporides (انقراض)
- والابی خرگوشی دریاچه ماکای, Lagorchestes asomatus (انقراض)
- والابی خرگوشی روفوس, Lagorchestes hirsutus

سرده Dorcopsis
- Black dorcopsis, Dorcopsis atrata
- Brown dorcopsis, Dorcopsis muelleri
- Gray dorcopsis, Dorcopsis luctuosa
- White-striped dorcopsis, Dorcopsis hageni

سرده والابی دم‌سوزنی
- والابی دم‌سوزنی افساردار, Onychogalea fraenata
- والابی دم‌سوزنی کرس‌سنت, Onychogalea lunata (انقراض)
- والابی دم‌سوزنی شمالی, Onychogalea unguifera

سرده فیلاندر
- فیلاندر براون, Thylogale browni
- فیلاندر کالابی, Thylogale calabyi
- فیلاندر سربی, Thylogale brunii
- فیلاندر کوهستان, Thylogale lanatus
- فیلاندر پا-سرخ, Thylogale stigmatica
- فیلاندر گردن‌قرمز, Thylogale thetis
- فیلاندر تاسمانی, Thylogale billardierii

سرده Dorcopsulus
- Macleay's dorcopsis, Dorcopsulus macleayi

سرده والابی مرداب
- والابی مرداب یا والابی سیاه, Wallabia bicolor